# Tutti in macchina
Tutti in macchina (You Wouldn't Believe It) è un cortometraggio muto del 1920 diretto da Erle C. Kenton.

## Produzione
Il film fu prodotto dalla Mack Sennett Comedies.

## Distribuzione
Distribuito dalla Paramount Pictures - Famous Players-Lasky Corporation, il film - un cortometraggio in due bobine - uscì nelle sale cinematografiche USA il 27 giugno 1920.